# Thomas Hodgskin
En Thomas Hodgskin (12 de desembre de 1787, Chatham, Regne Unit - 21 d'agost de 1869, Feltham, Regne Unit)va ser un escriptor socialista anglès d'economia política, anarquista de mercat, crític del capitalisme i partidari del lliure comerç i els primers sindicats.

## Biografia

### Els primers anys
Fill d'un treballador de la drassana de Chatham (comtat de Kent), l'Hodgskin es va afiliar a l'Armada Reial Britànica a l'edat de dotze anys. Va ascendir d'escalafó, en els anys de la guerra naval contra França, fins al grau de primer tinent. Després de la derrota naval dels francesos les oportunitats d'ascens es van acabar i l'Hodgskin va tenir cada vegada més problemes disciplinaris amb els seus superiors, conduint-lo cap a un consell de guerra i a la seva expulsió l'any 1812. Això, va desencadenar la publicació del seu primer llibre l'any 1813 An Essay on Naval Discipline', un assaig de la disciplina naval i una crítica al règim brutalment autoritari llavors corrent a l'armada.

### Estudis
Va entrar a la Universitat d'Edimburg per anar a estudiar més tard a Londres l'any 1815 i es va incorporar, més endavant, al cercle utilitari al voltant d'en Francis Place, en Jeremy Bentham i en James Mill. Aquests personatges li van facilitar un programa de viatge i estudi per Europa, del qual va resultar el seu segon llibre titulat: Travels in North Germany , l'any 1820. Després de tres anys a Edimburg, l'Hodgskin va tornar a Londres l'any 1823 com a periodista. Influït, entre d'altres, per Jean Baptise Say, els seus punts de vista en l'economia política van divergir de l'ortodòxia utilitarista d'en David Ricardo i en James Mill.
Durant la controvèrsia de les lleis parlamentàries, per primer legalitzar i després prohibir les «associacions» de treballadors, en Mill i en Ricardo van estar a favor de les prohibicions, mentre l'Hodgskin va donar suport al dret a organitzar-se. Prenent la teoria laboral del valor d'en Ricardo, la va usar per denunciar l'apropiació de la major part del valor produït pel treball dels obrers industrials, com il·legítim. Va proposar aquestes opinions en una sèrie de conferències a l'Institut de Mecànica de Londres on va debatre amb William Thompson amb qui compartia la crítica de l'expropiació capitalista però no el remei proposat. El resultat d'aquestes conferències i debats el va publicar a Labour Defenseu against de Claims of Capital, or the Unproductiveness of Capital proved  l'any 1825 que tractava sobre el treball defensat davant les pretensions del capital, o demostració de la improductivitat del capital i a Popular Political Economy  l'any 1827, i a Natural and Artificial Right of Property Contrasted sobre drets de propietat natural i artificial contrastat, l'any 1832.
Una de les etapes més importants per l'Hodgskin va ser la seva polèmica contra les tesis d'en Thomas Malthus i en Robert Torrens, per als quals el creador del valor és el capital. Hodgskin defensava una versió radical de la tesi de Ricardo, segons la qual el treball és el que crea valor:
| «                                                                                     | "Abans de llegir a Ricardo, Hodgskin havia desenvolupat una teoria que equivalia a una interpretació dels beneficis com un "robatori legal". No obstant això, com assenyala Hunt, poc després de llegir-lo, extreu una primera impressió que és contrària a Ricardo, a qui acusa de justificar "la situació política present de la societat"; i això el porta a oposar a la teoria del valor de Ricardo altra teoria que ell deriva d'Adam Smith. En realitat, Hodgskin no creia, a diferència de Ricardo, que el treball incorporat en la producció de la mercaderia determinés el seu valor en el capitalisme, sinó que més aviat es limitava a identificar el preu amb la suma de salaris, rendes i beneficis, tal com havia fet abans A. Smith, només que, a diferència d'aquest, Hodgskin creia que les lleis de la propietat privada eren antinaturals i intrínsecament injustes. No obstant això, molts autors pensen (erròniament) que Hodgskin va mantenir una teoria laboral del valor (en la línia de Ricardo i de Marx) a causa que va distingir entre un preu "natural" i un preu "social" d'una manera que ha estat freqüentment mal interpretada. En efecte, Hodgskin va escriure : "El preu necessari o natural significa la quantitat total de treball que la naturalesa exigeix de l'home per produir qualsevol mercaderia […] La naturalesa exigia només treball en el passat, demanda només treball en el present, i requerirà només treball en el futur. el treball va ser originalment, és ara i serà sempre l'únic poder de compra respecte a la natura. Hi ha una altra descripció del preu a què anomenaré social, és el preu natural augmentat per regulacions socials" | » |
| — Diego Guerrero, "Història del pensament econòmic heterodox" , 1827, pàgines 219-220 | |   |

Hodgskin creia que l'únic preu positivament existent era el preu social, la determinació segueix, segons ell, la teoria de Smith, i no la de Ricardo.
Encara que la seva crítica de l'apropiació dels patrons de la part del lleó del valor produït pels seus empleats va ser una influència subseqüent per generacions de socialistes, incloent-hi Karl Marx, les creences fonamentals deistes de Hodgskin identificaven la producció i l'intercanvi basats en la teoria laboral del valor, alliberada de les expropiacions que considerava il·legítimes de la renda, interès i beneficis dels patrons, com un «dret natural», ordre diví de les relacions apropiades de la societat, en contrast amb les invencions «artificials», la font de disharmonies i de conflictes. Va rebutjar el protocomunisme de William Thompson i Robert Owen per la mateixa apel·lació al «dret natural».
L'any 1823, l'Hodgskin va unir forces amb en Joseph Clinton Robinson a la fundació Mechanics Magazine. A l'edició d'octubre del 1823, l'Hodgskin i en Francis Place van escriure un manifest per a un Institut de Mecànics. Seria més que una escola tècnica, un lloc on els estudis pràctics es podrien combinar amb la reflexió pràctica sobre la condició de la societat. La inauguració de l'institut va tenir lloc l'any 1823, però la idea va ésser assumida per persones amb punts de vista menys radicals sobre les opinions econòmiques poc ortodoxes de l'Hodgskin, com en George Birkbeck, un educador ben conegut de Glasgow.
Malgrat el seu perfil de radical en els agitats temps revolucionats de la dècada del 1820, es va retirar al món del periodisme després de la llei de reforma del 1832. Continuà essent defensor del lliure comerç i va passar quinze anys escrivint per a The Economist. Va continuar treballant com a periodista per la resta de la seva vida.